# Seznam angleških geografov
Seznam angleških geografov.

## A
- Aaron Arrowsmith

## B
- Frederick William Beechey
- Charles Tilstone Beke
- Edward William Brayley

## C
- John Antony Cramer

## G
- Francis Galton

## H
- Arthur Robert Hinks

## L
- William Lambton

## M
- Halford John Mackinder

## R
- James Rennell

## W
- Alfred Russel Wallace